# G 161-71
G 161-71 is een rode dwerg in het sterrenbeeld Waterslang met een spectraalklasse van M5.0V. De ster met schijnbare magnitude 13,6 bevindt zich 42,89 lichtjaar van de zon.